# Sigmaxinella papillata
Sigmaxinella papillata är en svampdjursart som beskrevs av Brøndsted 1924. Sigmaxinella papillata ingår i släktet Sigmaxinella och familjen Desmacellidae.
Artens utbredningsområde är havet kring Nya Zeeland. Inga underarter finns listade i Catalogue of Life.